# Thanos Vlekas
Thanos Vlekas (griechisch Θάνος Βλέκας) ist ein Roman von Pavlos Kalligas, der von Oktober 1855 bis Februar 1856 in mehreren Folgen in der Zeitschrift Pandora veröffentlicht wurde und 1890 als eigenständiger Roman erschien.

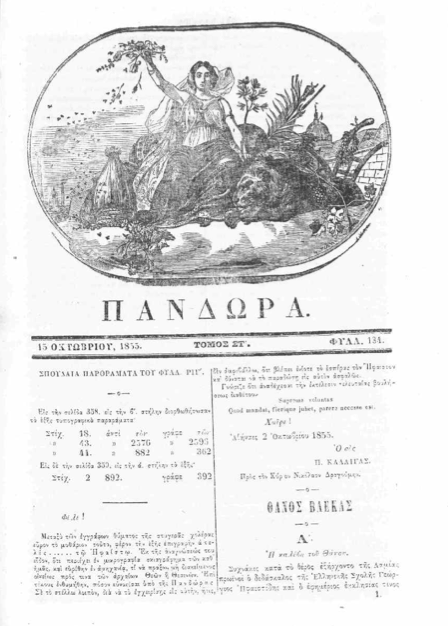
Zeitschrift Pandora, 15. Oktober 1855, Nr. 134, mit der ersten Folge von Thanos Vlekas

Thanos Vlekas wird als grundlegendes Werk der griechischen Sittenschilderung, der sogenannten „Ethographie“ betrachtet und gehört zu den wenigen Prosawerken der Periode 1830–1880, die nicht in Vergessenheit geraten sind. Es beleuchtet die Episoden des Alltagslebens im Kontext der neu gewonnen staatlichen Unabhängigkeit Griechenlands. Doch liegt der Wert des Romans weniger in der Beschreibung des Alltagslebens (das ohnehin eher mit Abstand aus der Sicht der Verwaltung behandelt wird) als vielmehr in der Behandlung eines neuen Themenbereiches: es ist der erste Roman der sich mit der Organisation bzw. Desorganisation des neugriechischen Staates befasst.
Im Mittelpunkt der Handlungen und eingebettet in die Nachkriegszeit des griechischen Unabhängigkeitskampfes steht das Brüderpaar Thanos und Tassos Vlekas, die auf ganz gegensätzliche Weise ihren jeweiligen Lebensweg meistern. So bestreitet Thanos trotz harter Arbeit als Bauer nur einen kargen Lebensunterhalt. Im Gegensatz dazu führt sein früher als Leutnant tätiger und desertierter Bruder Tassos ein räubermäßiges Leben und weiß dabei stets das System im neuen Staat zu seinen Gunsten auszunutzen. Gleichsam um das Thema der Korruption und politischen Einflussnahme sich drehend, sieht sich der griechische Nationalstaat im Roman einer vorstaatlichen, osmanischen Herrschaft gegenübergestellt, der Thanos mit seiner Auswanderung nach (dem noch unter türkischer Herrschaft stehenden) Thessalien, einem freien, aber gesetzlosen Griechenland unter der Regierung von König Otto I. schließlich vorzieht.
Besonders interessant ist die Erwähnung und Einbindung des neugriechischen Volkslieds und speziell des Klephtenlieds im Roman. Barbara, die Mutter von Tassos ist überglücklich, als auch ihrem verwundeten Sohn nun ein Klephtenlied gilt.

## Charaktere
„Τους ήρωές του, τους ανθρώπους που στήνει μπροστά μας, τους βλέπει απέξω. Δεν ψάχνει  στη σκέψη τους, δεν επιμένει στις αιτίες των γεγονότων, και θα λέγαμε ότι σχεδόν αποφεύγει την ψυχογραφία...“
- Thanos Vlekas:

Thanos ist die Hauptfigur des Romans. Er ist ein hart arbeitender, gesetzestreuer Bauer, der Kalligas Werte vertritt, Werte, die gesellschaftlich nicht gefestigt sind, die die Leser aber teilen sollten. Seine Vorliebe für harte, ehrhafte und sozial sinnvolle Arbeit führt ihn in eine Reihe von Missverständnissen und schlussendlich in den Tod. Thanos ist eine eher schwache Hauptfigur, die als Person wenig umrissen ist und deshalb genügend Freiräume lässt,  so dass sich der damalige, zeitgenössische Leser leicht in ihm wiederfinden konnte.
- Tassos Vlekas:

Der ältere Bruder und Gegenspieler des Hauptcharakters. Er repräsentiert die alten, in Kleftenliedern besungenen und in der Gesellschaft verankerten Werte des „Robin Hoods“. Auch von seiner und Thanos‘ Mutter wird der Erstgeborene präferiert, „The enemies of Tassos were for her enemies of God and of men“. Er ist ein Pallikar, der durch Zusammenspiel mit korrupten politischen Führern zu Reichtum kommt. Für seine Verbrechen braucht er nicht zu büßen, da er politische Immunität genießt.
- Iapetos:

Der Bösewicht im Stück. Der Sohn eines Machers von Hirtenumhängen, der gesellschaftlich aufsteigt und seinen Namen von Καπóτας in das hellenischere Iapetos ändert, um seine Herkunft zu verschleiern. Er besucht viele gesellschaftliche Events und knüpft Kontakte, die ihm einen Platz in einem Ministerium verschaffen. Über ihn erfährt Tassos vom Dorf Trivae.
- Skias:

Ein ehemaliger Bandit und Kamerad von Tassos.
- Haphaestidis:

Ein Schulmeister und „gelehrter Dummkopf“. Er ist in der Lage, gesellschaftliche Probleme akkurat zu analysieren und vorherzusagen und attestiert den Griechen einen Mangel an „common sense“ (o κοινóς νους). Sein Handeln ist jedoch nicht danach ausgerichtet, ineffektiv und naiv.
- Der amerikanische Missionar:

Im Zusammenspiel mit Hephaestidis werden von ihm Analysen der zentralen Schwächen der griechischen Gesellschaft des 19. Jahrhunderts aufgezeigt. Man erkennt in seiner Person den amerikanischen Missionar  Jonas King (1792–1869) der zu dieser Zeit in Griechenland tätig war.
- Ephrosyne:

Thanos’ Angebetete.
- Nikos Ayfandis:

Der Vater Ephrosynes, ein wohlhabender Landbesitzer in einer nichtgriechischen Provinz (Thessalien).

## Inhalt

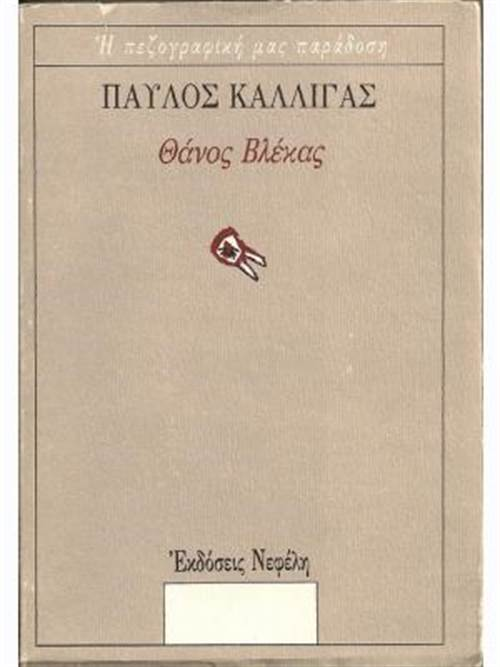
Titelbild Thanos Vlekas, Ausgabe des Verlags Nefeli

### Kapitel 1
Der Lehrer Georgios Hephaistides und der Priester Papa-Jonas sind auf dem Weg zu dem jungen arbeitsamen Bauern Thanos Vlekas und dessen Mutter Barbara, nahe der Stadt Lamia. Die beiden erhoffen sich aktuelle Informationen über Tassos, den Bruder von Thanos. Dieser schließt sich gelegentlich aufgrund seines mangelnden Erfolgs als Soldat umherziehenden Räubergruppen an. Zugleich blicken Thanos und seine Mutter der längst fälligen Ankunft der Steuereintreiber entgegen, um die tatsächliche Entlohnung für ihre Ernte zu erfahren.

### Kapitel 2
Während Barbara in der Hütte von Papa-Jonas erfährt, dass sich ihr Lieblingssohn Tassos den Kleften angeschlossen hat und damit sie und seinen Bruder in Gefahr bringt, berichtet Thanos Hephaistides von seinen Sorgen hinsichtlich der zwar reich ausgefallenen Getreideernte, welche aber, solange die Steuereinnehmer noch nicht das geforderte Abgabemaß festgelegt hätten, den Gefahren von Räubern und schlechtem Wetter ausgesetzt ist. Beim anschließenden gemeinsamen Kaffee diskutieren der Lehrer und der Priester die politische Situation Griechenlands. Ein Hirte berichtet Thanos und Barbara von der Verwundung Tassos' in einem Gefecht mit den Gendarmen. Mutter und Bruder sollen ihn mit Hilfe des Hirten in der Nacht von seinem Versteck an einen sicheren Ort bringen, wo Tassos versorgt werden könne.

### Kapitel 3
Als Thanos und Barbara von den grausamen Foltermethoden hören, die der neue Gendarmeriehauptmann bei Befragungen von Familie und Freunden von Räubern anwendet, beschließen Barbara und der Hirte sofort in türkisches Gebiet zu fliehen. Thanos aber kehrt zur Hütte zurück, um den beiden das Nötigste zu schicken. Inzwischen hat der Hauptmann jedoch erfahren, dass Tassos zum Räuber geworden ist und so warten dort bereits mehrere Gendarmen auf Thanos, um ihn zu „befragen“. Durch den Lichtschein des Brandes, den die Gendarmen in seiner Hütte gelegt haben, gewarnt, beschließt Thanos ebenfalls zu fliehen.

### Kapitel 4
Währenddessen suchen Barbara und Tassos bei Nikos Ayfandis und dessen Tochter Ephrosyne Unterschlupf. Nach ein paar Tagen stößt Thanos zu ihnen und sie beschließen solange zu bleiben bis Tassos genesen ist. Während seines Aufenthalts schließt Thanos Freundschaft mit Ayfandis und eine zarte Liebe entsteht zwischen ihm und Ephrosyne. Tassos, der für seine Tapferkeit bekannt ist, wird nach seiner Genesung vom türkischen Derven Aga mit der Aufsicht über die anderen Räuberbanden betraut. Gleichzeitig baut er eine eigene Räuberbande auf. Als jedoch der Pascha von Larisa den Derven Aga absetzt, muss er einer ungewissen Zukunft entgegensehen.

### Kapitel 5
Nachdem der neue albanische Derven Aga eingesetzt wird, erwacht das Räuberunwesen überall zu neuem Leben. Thanos macht sich währenddessen ohne große Vorsichtsmaßnahmen auf den Weg nach Volos und begegnet zwei Soldaten, die Tassos gedient haben. Aufgrund ihrer Ähnlichkeit, erkennen sie in Thanos den Bruder des Tassos und übergeben ihn dem Kaimakain. Dieser hat zu dem Zeitpunkt jedoch mit der Verurteilung von Seeleuten zu tun und lässt Thanos in der Zwischenzeit einkerkern.

### Kapitel 6
Thanos entgeht schließlich der Enthauptung, da er versehentlich mit den verurteilten Seeleuten auf ein türkisches Kriegsschiff gebracht wird, das die Gefangenen nach Konstantinopel bringen soll. Als das Schiff des Nachts in einen Sturm gerät, befiehlt der türkische Kapitän die seeerfahrenen Griechen an Deck zu holen, um mitanzupacken. Bei dieser Gelegenheit schaffen es die Gefangenen, unter ihrem Kapitän Zarpas, das Schiff zu übernehmen und die Türken von Bord zu werfen. Am nächsten Morgen schneiden sie einem anderen Schiff den Weg ab, um sich Ersatz für die zerschlissenen Segel zu verschaffen. Außerdem verlangt Zarpas, dass er und Thanos zum Hafen von Skopelos gebracht werden, um dort als Überlebende eines Schiffbruchs an Land zu gehen. Die restliche Mannschaft würde das türkische Schiff in Sicherheit bringen. An Deck des zweiten Schiffs entdeckt Thanos Ephrosyne und deren Mutter. Er erzählt von seinem Schicksal und wird in Skopelos von den beiden aufgenommen. Ayfandis würde ebenfalls bald eintreffen.

### Kapitel 7
Tassos ist nach mehreren gewagten Überfällen mit seiner Bande auf der Flucht aus Thessalien und schafft es mit einigen Zwischenfällen Skiathos zu erreichen, wo Barbara ihn bereits erwartete.

### Kapitel 8
Da der griechische Konsul auf eine Auslieferung beharrt, werden Zarpas und seine Leute, unter ihnen auch Thanos, nach Chalkis gebracht und vor Gericht gestellt. Es werden zwar alle vom Schiffahrtsbetrug freigesprochen, jedoch muss Thanos aufgrund einer weiteren Untersuchung wegen Beihilfe zum Raub im Gefängnis bleiben. Dort wird er schließlich vergessen und verfällt im Laufe der Zeit immer mehr einer Depression.

### Kapitel 9
Ayfandis beschließt zum Seelenheil seiner Tochter mit seiner Familie nach Athen zu reisen. Im Zuge ihres Aufenthalts treffen sie Tassos, welcher soeben als ehemaliger Räuber habilitiert und zu einem Leutnant ernannt wurde. Die Ungerechtigkeit dieser Entwicklung veranlasst Ayfandis, Tassos vorzuwerfen sich in seiner neuen Position nicht mehr für die Freilassung seines Bruders einzusetzen. Tassos verspricht daraufhin, dass sich sein guter Freund Japetos um Thanos’ Freilassung und die Rückkehr in Ayfandis Heimat kümmern werde, da der einflussreiche Freund mit dem türkischen Gesandten, der für Ayfandis Heimat Thessalien verantwortlich ist, bekannt sei. Davon überzeugt, ein unwiderstehlicher Junggeselle zu sein, versucht Japetos derweil, trotz Ephrosynes deutlicher Abweisungen, immer wieder Annäherungsversuche.

### Kapitel 10
Thanos wird vor Gericht gestellt und dank Hephaistides' tatkräftiger Unterstützung freigesprochen. Daraufhin beschließt Thanos, mit diesem nach Athen zu reisen. Als er beim Haus seiner Mutter ankommt, ist Tassos jedoch nicht anwesend.

### Kapitel 11
Japetos versucht Ephrosyne für sich zu gewinnen, während Thanos vor Gericht steht, wobei ihm hierfür auch unlautere Methoden Recht sind, scheitert jedoch.

### Kapitel 12
Hephaistides möchte eine Schrift veröffentlichen, dazu fehlen ihm aber die finanziellen Mittel. Japetos macht ihm ein Angebot, im Staatsdienst eine technische Maschine zu beaufsichtigen. Hephaistides lehnt ab und findet Anstellung bei einem amerikanischen Pfarrer, für den er theologische Aufgaben erledigt.

### Kapitel 13
Tassos reist in das Dorf Trivae auf der Peloponnes, um sich Landbesitz anzueignen. Falsche Tatsachen vorspielend erringt er die Unterstützung der Dorfbewohner und er reist nach Athen, um den Landerwerb legalisieren zu lassen.

### Kapitel 14
Tassos verschleiert seinen neuen Landbesitz Thanos gegenüber als späte Anerkennung ihres Erbes, Thanos soll als Verwalter in das Dorf reisen. Japetos stellt weiter Ephrosyne nach, scheitert jedoch erneut, diesmal an seiner Affäre mit einer verheirateten Frau. Japetos wird hierfür inhaftiert, führt jedoch ein rauschendes Leben in Haft.

### Kapitel 15
Tassos Gesandter, Skias, erreicht das Dorf Trivae und lässt die Bewohner den Vertrag zur Übernahme des Landes unterzeichnen. Die Dorfbewohner, nichts Böses ahnend, feiern ein Fest zu Ehren des Gesandten.

### Kapitel 16
Thanos reist nach Trivae ab. Ephrosyne und Thanos gehen auseinander, ohne sich ihre Liebe zu gestehen. Ayfandis gibt Thanos einige Ratschläge zur Landwirtschaft mit auf den Weg.

### Kapitel 17
Die Dorfbewohner bekommen unter Skias‘ schlechter Behandlung bald Tassos wahre Natur zu sehen. Die Dorfältesten suchen daraufhin die Unterstützung von lokalen Eliten. Als Thanos ankommt, vertrauen ihm die Dorfbewohner zuerst nicht. Er möchte ihnen jedoch helfen, allerdings erhält er auf seine Briefe an Tassos keine Antwort.

### Kapitel 18
Ayfandis kehrt mit Ephrosyne nach Thessalien zurück. Ephrosyne ist betrübt, da ihr Thanos entgegen seinem Versprechen nicht schreibt. Ayfandis beginnt unterdessen einen Briefwechsel mit Tassos, um mit Thanos in Kontakt treten zu können.

### Kapitel 19
Tassos ist Adjutant beim Choregen, der für die Räuberbekämpfung zuständig ist. In dieser Funktion unterstützt Tassos die Räuber und wird von ihnen am Gewinn beteiligt. Thanos ist indessen in Trivae und versucht weiter Kontakt zu Tassos aufzunehmen, dieser beantwortet seine Briefe jedoch nicht und hofft so, Thanos würde seine Bemühungen um die Dorfbewohnern aufgeben und zu Ayfandis zurückkehren.

### Kapitel 20
Tassos schreibt Ayfandis und bittet ihn, zu Tassos zu reisen, um Vollmachten für Thanos zu erwirken, um den Dorfbewohnern helfen zu können. Gleichzeitig mit Ayfandis und Ephrosyne kommt auch Japetos, aus der Haft entlassen, bei Tassos an. Von Ayfandis gezwungen setzt Tassos die Vollmacht auf, plant aber diese wieder stehlen zu lassen. Japetos will indessen Ephrosyne entführen lassen. Ayfandis wird gewarnt und kann mit der Vollmacht und Ephrosyne sicher abreisen.

### Kapitel 21
Die Dorfbewohner in Trivae revoltieren gegen Skias und Thanos, und ermorden beide. Die Mörder stellen sich den Behörden, fliehen jedoch später. Als Ephrosyne von Thanos Tod erfährt fällt sie vom Pferd und stirbt. Ayfandis veranlasst, dass die beiden zusammen begraben werden.

## Rezeption
Der Roman ’’Thanos Vlekas’’ hat bei Kalligas’ Zeitgenossen keine sofortigen Reaktionen hervorgerufen. Erst im ’’Spectateur de l’Orient’’ vom 26. August/7. September 1856 wird er als „Räuberroman“ bezeichnet. Nicolas Dragoumis schrieb in der Zeitschrift Pandora ein Lob auf den Roman als solchen – ’’Thanos Vlekas’’ wird als einer erwähnt, der sehr gut die Zügellosigkeit der Gesellschaft und Institutionen anprangert.
Nur ein knappes Jahr später, 1856, erschien der Räuberroman Le Roi des Montagnes (Der Fürst der Berge) von Edmond About, der sehr viele Parallelen zu Thanos Vlekas aufweist. Allein das Thema – im Mittelpunkt steht das Räuberwesen im befreiten Griechenland – und auch einzelne Episoden lassen an ein gemeinsames Vorbild denken. 1866 erscheint im ’’Ἑθνικὸν Ἡμερολόγιον’’ Pavlos Kalligas’ Biographie. Sein Roman wird jedoch kaum mehr erwähnt.
In Alexandros Rangavis’ Werk ’’Histoire litteraire de la Grèce moderne’’werden Kalligas und sein Opus derart beschrieben: “Le savant avocat et ancien ministre Paul Calligas est le premier qui ait écrit un roman de quelque étendue ; il est intitulé Thanos Vlécas et s’attache à décrire les moeurs de la population montagnarde de la Grèce. Il est pétillant d’esprit dans un style qui peut servir de modèle.” Rangavis bezeugt hiermit den Vorbildcharakter des Werkes für die (zu dieser Zeit noch relativ neuen) Gattung des Romans.
Im Jahr 1883 wurde in der Zeitschrift Néa Hestia ein Wettbewerb für Autoren ausgeschrieben, einen Nationalroman zu verfassen. Thanos Vlekas wird dabei unter den exemplarhaften Romanen nicht mehr erwähnt. 1887 gab Wilhelm Barth die zweite Edition von Thanos Vlekas in der Reihe Bibliothèque grecque heraus, worauf allerdings wenig Echo folgte. Die Aufnahme in diese Reihe zeigt jedoch, dass Thanos Vlekas bereits als Klassiker aufgefasst wurde.
Das Hauptmanko des Romans war und ist seine Sprache. Er ist in einer kargen, trockenen und archaisierenden Hochsprache (Katharevousa) geschrieben, die auch bei seinen Zeitgenossen nicht sehr gut ankam und den der damaligen Zeit nicht erreichte.